# Краш (песня)
«Краш» — сингл российских исполнителей Клавы Коки и Niletto, выпущенный 10 июня 2020 на лейблах Black Star Inc и Zion Music.

## История
Впервые сингл был анонсирован за неделю до его релиза, а 9 июня 2020 Клава Кока выложила видео с закулисной фотосессии в поддержку сингла.
По словам Клавы Коки, она не планировала записывать эту песню в дуэте, но потом передумала. В интервью с Popcake Клава Кока заявила:
Когда я записала припев, я прямо услышала на этом треке Даню Niletto. Следила за его творчеством со времён проекта «Песни на ТНТ», очень зацепила его «Куртка на двоих», так ещё и тот факт, что мы земляки — оба из Екатеринбурга. Дане очень понравился трек, он сказал, что в ней схожий дух с «Любимкой» и быстренько придумал свой куплет. Так мы и записали эту бомбу, от которой просто взрываемся в танце.Клава Кока
В Instagram исполнительница предложила подписчикам разгадать пасхалки, спрятанные в видеоклипе.

## Видеоклип
Лирический видеоклип на песню, срежиссированный Артёмом Мусихиным, был выпущен 10 июня 2020. Он выполнен в стиле компьютерной игры, где исполнители появились в роли мультперсонажей.
Релиз официального видеоклипа на трек состоялся 19 июня 2020 на официальном YouTube-канале Клавы Коки. Режиссёром видеоклипа стал Дмитрий Климов.

## Чарты
| Чарт (2020)               | Высшая позиция |
| ------------------------- | -------------- |
| Мир (Яндекс.Музыка)       | 1              |
| Россия (Apple Music)      | 3              |
| Мир (Zvooq.pro)           | 3              |
| Мир (Shazam)              | 3              |
| Мир (ВКонтакте)           | 6              |
| Мир (BOOM)                | 12             |
| Top YouTube Hits (TopHit) | 1              |
| Россия (YouTube Music)    | 1              |
| Мир (МУЗ-ТВ)              | 1              |
| Русский чарт (ТНТ Music)  | 1              |
| Мир (Google Play)         | 4              |
| Россия (Spotify)          | 7              |
| Россия (Deezer)           | 3              |
| Россия (МТС)              | 1              |
| Россия (RU.TV)            | 18             |
| Топ Чарт (ТНТ Music)      | 6              |
| Мир (Zvooq.pro)           | 3              |